# Гай Вибий Постум
Гай Вибий Постум (на латински: Gaius Vibius Postumus; 35 г. пр.н.е.; † 20 г.) е политик на ранната Римска империя.

## Биография
Произлиза от фамилията Вибии от Ларино в Молизе.
През 5 г. Гай Вибий Постум е суфектконсул заедно с Гай Атей Капитон. През 8/9 - 11 г. e легат в Далмация и се бие успешно в Панонското въстание 6 – 9 г. След това празнува триумф. Между 12 и 15 г. е проконсул в провинция Азия.